# Lekunberri (Spanyolország)
Lekunberri település Spanyolországban, Navarra autonóm közösségben. Lekunberri Larraun községgel határos. Lakosainak száma 1697 fő (2024).

## Népesség
A település népessége az elmúlt években az alábbi módon változott:
| Lakosok száma | 861  | 951  | 1178 | 1386 | 1463 | 1469 | 1502 | 1536 | 1656 | 1697 |
|               | 2001 | 2004 | 2007 | 2009 | 2012 | 2014 | 2017 | 2019 | 2022 | 2024 |